# Округ Каулиц (Вашингтон)
Каулиц (енгл. Cowlitz County) је округ у америчкој савезној држави Вашингтон.

## Демографија
По попису из 2010. године број становника је 102.410, што је 9.462 (10,2%) становника више него 2000. године.
| Група             | 2000.          | 2010.          |
| Белци             | 83.571 (89,9%) | 87.825 (85,8%) |
| Афроамериканци    | 482 (0,5%)     | 642 (0,6%)     |
| Азијати           | 1.206 (1,3%)   | 1.500 (1,5%)   |
| Хиспаноамериканци | 4.231 (4,6%)   | 7.975 (7,8%)   |
| Укупно            | 92.948         | 102.410        |